# هاپوتال
هاپوتال (به لاتین: Haputale Divisional Secretariat) یک منطقهٔ مسکونی در سری‌لانکا است که در ناحیه بادولا واقع شده‌است.